# 林焜熿
林焜熿（1793年—1855年），一說字巽甫，一字遜夫。一說字遜輝，又作巽甫、巽夫。又一說本名炳，字遜輝，一字巽甫、巽夫，號臣炯。金門後浦人，同安歲貢生，人稱竹畦先生。曾參與金門育嬰堂的建立，並編纂《金門志》。後來《金門志》由其子林豪續纂完成。

## 生平
林焜熿出生於乾隆五十七年（1793年）。道光十七年（1845年），成為同安歲貢生。他曾向分巡興泉永兵備道周凱與廈門玉屏書院山長高澍然學習。後來他又隨著周凱參與《廈門志》的編修，因為金門無志，遂開始編纂《金門志》。耗時二年後，成書十六卷但並未刊行。
道光廿九年（1849年），曾帶著兒子林豪回去安溪謁祖。咸豐五年（1855年）逝世。

## 著作
除編纂《金門志》以外，林焜熿還著有《竹畦文鈔》、《浯洲見聞錄》、《宮閨詩話》、《竹畦筆塵》等書。

## 家族
林焜熿祖先出自安溪駟馬派，住在新康里大坪鄉，祖父林子友那一代始搬到金門後浦。父親林俊元，字秀村，曾擔任金門鎮署稿識，掌書記，受歷任總兵重視，曾倡修後浦觀音亭（靈濟古寺）。他是家中長子，下有弟弟林穆如、林臣題、林捷輝等人。
林焜熿有數名兒子，依序是林長慶（？-1853年）、林雨露（1819-1844年）、林萬選（嘉慶年間-光緒年間）、林嘉泉（1829年-1859年）、林豪（1831年-1918年），以及一個名字不詳的兒子。其中以林豪最為知名。